# Hans-Jürgen Felsen
Hans-Jürgen Felsen (* 30. Januar 1940 in Beuthen, Oberschlesien) ist ein ehemaliger deutscher Leichtathlet, der – für die Bundesrepublik startend – bei den Europameisterschaften 1966 die Bronzemedaille mit der deutschen 4-mal-100-Meter-Staffel gewann (39,8 s: Hans-Jürgen Felsen, Gert Metz, Dieter Enderlein, Manfred Knickenberg). Im 100-Meter-Lauf dieser Europameisterschaften schied er im Zwischenlauf aus. Insgesamt startete Felsen von 1964 bis 1966 sechsmal im Nationaltrikot.
Felsen trat während seines Ingenieur-Studiums von 1961 bis 1967 bei vier Sommer-Universiaden an. 1961 gewann er mit der Sprintstaffel die Bronzemedaille, 1965 in Budapest siegte er zusammen mit Fritz Obersiebrasse, Gert Metz und Rudolf Sundermann.
1965 bis 1967 wurde Hans-Jürgen Felsen mit der Staffel von SV Salamander Kornwestheim Deutscher Meister der Bundesrepublik im 4-mal-100-Meter-Lauf.
Hans-Jürgen Felsen begann seine sportliche Laufbahn beim TSG Giengen, 1961 und 1962 startete er für Kickers Stuttgart, danach gehörte er dem Sportverein Salamander Kornwestheim an. In seiner Wettkampfzeit war er 1,78 m groß und 70 kg schwer.